# نورمان إيدي
نورمان إيدي (بالإنجليزية: Norman Eddy)‏ هو محامي وسياسي أمريكي، ولد في 10 ديسمبر 1810 في الولايات المتحدة، وتوفي في 28 يناير 1872 في إنديانابوليس في الولايات المتحدة. حزبياً، نشط في الحزب الديمقراطي. وقد انتخب عضو مجلس النواب الأمريكي.